# UD Trucks
UD Trucks (före den 1 februari 2010: Nissan Diesel) är en japansk lastbilstillverkare som köptes av AB Volvo 2007. 
Avtal om försäljning av UD Trucks till japanska Isuzu ingicks hösten 2020 tillsammans med ett avtal om en strategisk allians om teknikutveckling.

## Lastbilsserier

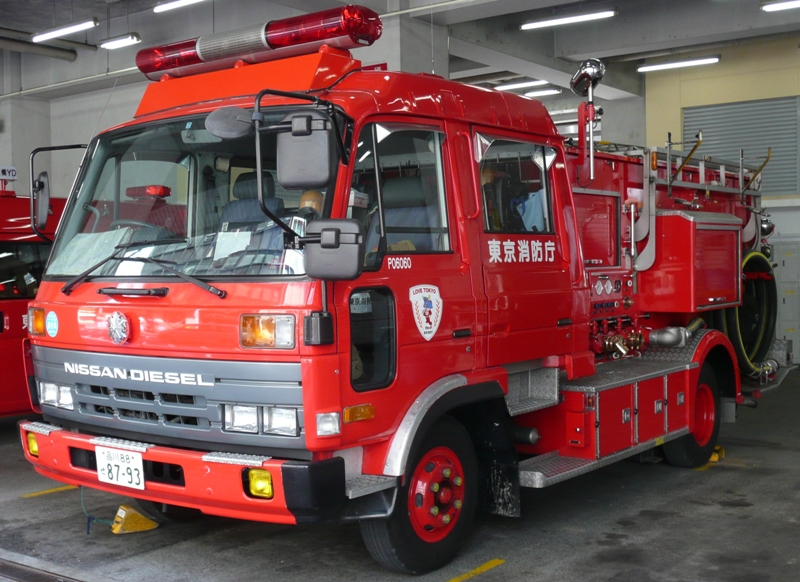
Condor CM87BE

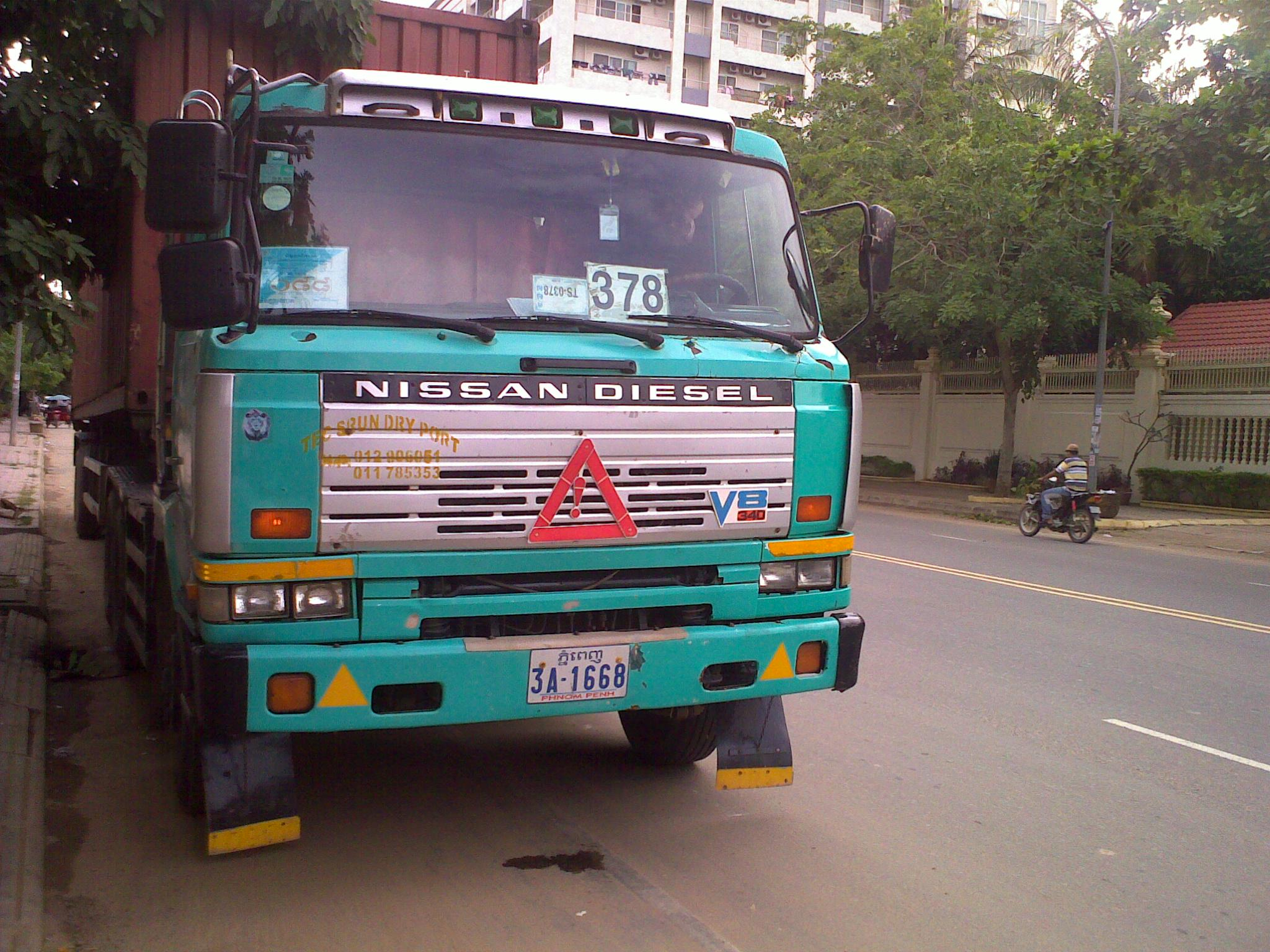
CW 340

- UD Quon
- UD Condor
- UD Kazet
- UD Quester
- UD Croner
- UD Kuzer
- UD SLF
- UD BRT